# 김순옥 (작가)
김순옥(金顺玉, 1971년 5월 25일 ~ )은 대한민국의 드라마 작가이다. 2000년 MBC 베스트극장 《사랑에 대한 예의》로 데뷔하였다.

이후 2007년 MBC 아침드라마 《그래도 좋아!》가 좋은 반응을 얻은 뒤 《아내의 유혹》과 《천사의 유혹》 등 막장 스토리를 히트시키며 인기 작가의 대열에 합류하게 된다. 그러나 비현실적인 소재와 개연성이 없는 전개 등으로 막장 드라마 논란에서 자유롭지 못하다는 평을 받고 있다.
저는 드라마 작가로서 대단한 가치를 전달하고 싶다거나 온 국민을 눈물바다로 만들고 싶다는 생각은 안 해요. 제가 바라는 건 그냥 오늘 죽고 싶을 만큼 아무 희망이 없는 사람들, 자식들에게 전화 한 통 안 오는 외로운 할머니 할아버지들, 그런 분들에게 삶의 희망을 주는 거에요. 제 드라마를 기다리는 것, 그 자체가 그 분들에게 삶의 낙이 된다면 제겐 더없는 보람이죠. 위대하고 훌륭한 좋은 작품을 쓰는 분들은 따로 있다고 생각해요. 저는 불행한 누군가가 죽으려고 하다가 '이 드라마 내일 내용이 궁금해서 못 죽겠다'라고 생각하게 만드는 그런 드라마, 드라마를 통해 슬픔을 잊고 희망을 얻을 수 있는 그런 드라마를 쓰고 싶어요. 마치 '마지막 잎새'의 노인이 그렸던 잎새 같은 작품을 쓰고 싶은 거죠.

- 2014년 모교 이화여자대학교의 온라인 미디어 '이화투데이'와의 인터뷰 中 -

## 학력
- 이화여자대학교 국어국문학 학사

## 집필 드라마

### 집필작
- 2000년 MBC 단막극 <MBC 베스트극장 - 사랑에 대한 예의>
- 2000년 MBC 단막극 <MBC 베스트극장 - 아버지의 가을>
- 2001년 MBC 단막극 <MBC 베스트극장 - 바다끝 물고기>
- 2002년 MBC 단막극 <MBC 베스트극장 - 겨울이 갈 때까지>
- 2002년 MBC 단막극 <MBC 베스트극장 - 붕어빵을 굽도다... 천국에서>
- 2004년 MBC 아침드라마 <빙점>[2]
- 2007년 MBC 아침드라마 <그래도 좋아!>[3]
- 2008년 SBS 일일드라마 <아내의 유혹>[4]
- 2009년 SBS 월화드라마 <천사의 유혹>
- 2010년 SBS 주말극장 <웃어요, 엄마>
- 2012년 SBS 특별기획 <다섯 손가락>[5]
- 2012년 SBS 일일드라마 <가족의 탄생>[6]
- 2014년 MBC 주말드라마 <왔다! 장보리>[7]
- 2015년 ~ 2016년 MBC 주말 특별기획 <내 딸, 금사월>[8]
- 2017년 SBS 특별기획 <언니는 살아있다>[9]
- 2018년 SBS 드라마스페셜 <황후의 품격>[10]
- 2020년 SBS 월화드라마 <펜트하우스>[11]
- 2021년 SBS 금토드라마 <펜트하우스 2>[12]
- 2021년 SBS 금요드라마 <펜트하우스 3>[13]
- 2023년 SBS 금토드라마 <7인의 탈출>
- 2024년 SBS 금토드라마 <7인의 부활>[14]
- 2025년 SBS 수요드라마 <사계의 봄>[15]

### 크리에이터 참여
- 2023년 tvN 토일드라마《판도라:조작된 낙원》[16]

### 미정
- 2026년 디즈니+ <신입사원 강회장(가제)>[17]

## 평가

### 긍정적
- 반전과 서스펜스적인 요소로 시청자들의 예상을 늘 한 발 앞서서 깨부수는 반전 전개를 보인다.
- 빠르고 단순명쾌한 전개. 다른 드라마에서 1~2화, 심하면 3~4화의 들어갈 법할 소재를 단 1화만에 넣어버린다.
- 섬세한 캐릭터 구축능력이 뛰어나다.
- 다양한 장르를 잘 녹여낸다.
- 해외 국가에서 높은 인기를 가졌다.

### 부정적
- 심각할 정도로 도를 지나치는 자극성. 살인, 폭행, 납치, 강간 같은 중범죄와 사기, 불륜, 가정폭력, 아동학대와 같은 범죄들이 당연하단 수준으로 나온다. 거기서 멈추는 수준도 아니다. 나날이 진화한다. (나쁜 쪽으로)
- 현실성, 개연성이 없는 황당무구한 전개.[18]
- 선택적 증거 활용, 부활, 똑같은 얼굴에 다른 사람 등 엄청난 현실성을 버린 전개를 보여준다.
- 앞서 말했듯 필력기복이 꽤 있다.
- 캐릭터 붕괴가 심하다.
- 악역 세탁 또한 심하다. 본 작가의 문제점 중 가장 큰 비판을 받는 부분이다.

## 여담
- 몇 안되는 고학력 출신의 엘리트 작가다.
- 결혼을 하고 아이들과 육아싸움을 하던 도중, TV에 MBC 베스트공모전을 한다는 것을 보고 3일만에 대본을 써서 보냈다고 한다.
- 기본기가 없이 썼던 터라, S#이 아닌 •을 썼다고 한다.
- <아내의 유혹> 집필 당시 소재들이 막장적 요소라고 생각치 못하고 썼다고 한다.
- 집필하는 드라마의 장르와는 다른 귀엽고 소녀같은 성격을 가졌다고한다. 그래서 배우들 사이에서 불리는 별명이 '큐티순옥'이라고 한다.
- <황후의 품격> 당시 자신에 대한 편견을 깨보고 싶어서 급하게 '캐서린'이라는 필명을 사용했다고 한다. 그러나 실패했다.
- 매 집필하는 드라마의 1회의 첫장면을 프롤로그가 존재한다.[19] 대부분, 3~6회 사이에 일어나는 사건을 넣으며, 드라마의 핵심적인 사건을 넣는다.
- 가끔씩 엔딩에도 프롤로그에 나온 장면(혹은 그 다음 사건)에 대한 씬을 넣는다.[20]
- 지상파 시리즈물의 열풍을 열어준 장본인이다.
- '쓰리 김' 중 한 명이다. 김은숙, 김은희, 김순옥. 해서 즉, '쓰리 김'이다.
- 피비(Phoebe), 문영남과 함께 막장 드라마하면 빼놓을 수 없는 대모이며, 이들을 통틀어 막장 드라마 트로이카로 불린다.
- 짧은 시간에 여러 사건을 전개하여 개연성이 부족하다는 비판을 자주 듣는다.
- 혈연 중심적 서사가 많다.
- 정작 작가 본인은 '막장 드라마 작가'라는 타이틀을 싫어한다. 다만, <왔다! 장보리>를 쓸 당시 '내가 잘하는 걸 쓰자'라는 생각으로 집필을 했다는 것을 보면. 자신이 이런 스타일의 드라마를 잘 쓰는 것을 인정하고 있는 듯하다.
- 필력의 기복이 심하다. 특히 연장방영에 들어가거나, 주변 의견에 휘둘리게 되면 급격하게 힘이 빠진다. 이 때문에 자신이 계획한 플롯과 전개에 맞춰 집필을 할 수 있는 사전제작과 잘 맞는다.
- 얼굴이 같은 1인 2역을 자주 즐겨쓴다. 가끔은 2인 1역을 차용할때도 있다.
- 배우들의 연기에 별로 간섭하지 않는다. 또한 촬영 현장에서 씬에 대한 것이 바뀌는 것에 대한 거부감도 없는 듯하다.
- 유일하게 KBS에서는 한번도 드라마를 집필한 적이 없다.[21]
- 같은 업계의 대모인 김수현(본명: 김순옥) 작가와 이름이 같다.
- Wavve에 '순옥 명작관'이라는 채널이 생겼다. <빙점>과 <그래도 좋아!>는 없다.
- <내 딸, 금사월>의 가제는 '내가! 금사월'이었다.
- <아내의 유혹> 이후에 오랜시간 슬럼프를 겪다가, <왔다! 장보리>로 다시 슬럼프를 극복했다.
- 아이디어가 넘쳐서인지 집필 공백기 텀이 길지 않은 편이다.
- 임기응변이 뛰어나다. 배우의 중도하차, 사정상 연장, 이외 등의 사례들만 봐도, 적절하게 대본을 잘 수정한다.
- 단막극, 아침 드라마, 일일 드라마, 주말 드라마, 수목 드라마, 월화 드라마, 금토 드라마, 특별기획 드라마 등 작품 장르를 다양하게 내었다.
- 명탐정 코난에 나오는 것들을 많이 기용했다. 특히 극장판 탐정들의 진혼가.
- <펜트하우스 시리즈>를 집필할 시기에 10대들이 본다는 것에 최대한 자극적인 장면을 절제하였다고 한다.
- 최영훈 PD와 이지아&손여은 투합으로 티빙오리지널 <돌격의 지젤>이라는 드라마가 만들어진다는 루머가 돌았다.
- <폭군의 셰프>의 작가가 김순옥 작가가 집필하는 것이 아니냐는 루머가 돌았다.
- 의외로 막장도가 없는 순수 로맨스물도 잘 써낸다. 물론 아쉬운 부분이 있지만 어느정도 여태 집필작과는 달리 유독 <사계의 봄>이 순하고 힐링되는 청춘 로맨스물이라는 것만 보면. 잘 쓰긴한다.

## 수상 경력
- 2014년 MBC 연기대상 작가상
- 2021년 SBS 연기대상 공로상

## 같이 보기
- 막장 드라마